# José Profetta
José María Profetta war ein argentinischer Fußballspieler. Der Stürmer wurde 1941 Torschützenkönig der chilenischen Primera División.

## Karriere
Über die Karriere von José Profetta ist wenig bekannt. Belegt ist seine Station 1941 beim Santiago National FC, als er mit 19 Saisontoren 1941 Torschützenkönig der Primera División wurde. Ab 1942 spielte er für Audax Italiano.

## Auszeichnungen
- Torschützenkönig der chilenischen Primera División: 1941